# Стоун, Макс
Макс Стоун (англ. Max Stone, 16 апреля 1879, Острог, Волынская губерния — 23 января 1954, Майами, Флорида) — американский игрок в американский футбол, игравший на позиции центра. Участник летних Олимпийских игр 1904 года.

## Биография
Макс Стоун родился 16 апреля 1879 года в российском городе Острог Острожского уезда Волынской губернии (сейчас в Ровненском районе Ровненской области Украины).
Учился в Вашингтонском университете в Сент-Луисе.
В 1904 году вошёл в состав команды Вашингтонского университета в Сент-Луисе, выступавшей в показательном турнире по американскому футболу на летних Олимпийских играх в Сент-Луисе, в котором не разыгрывались медали. Вашингтонцы участвовали в 11 из 13 матчей олимпийского турнира. Стоун играл на позиции центра, участвовал в пяти матчах, из которых только один закончился победой, очков не набрал.
Стоун стал вторым спортсменом, родившимся на территории территории современной Украины, участвовавшим в Олимпиаде, после российского фехтовальщика Петра Заковорота, выступавшего в 1900 году на летних Олимпийских играх в Париже.
Умер 23 января 1954 года в американском городе Майами.